# Enn Nõu

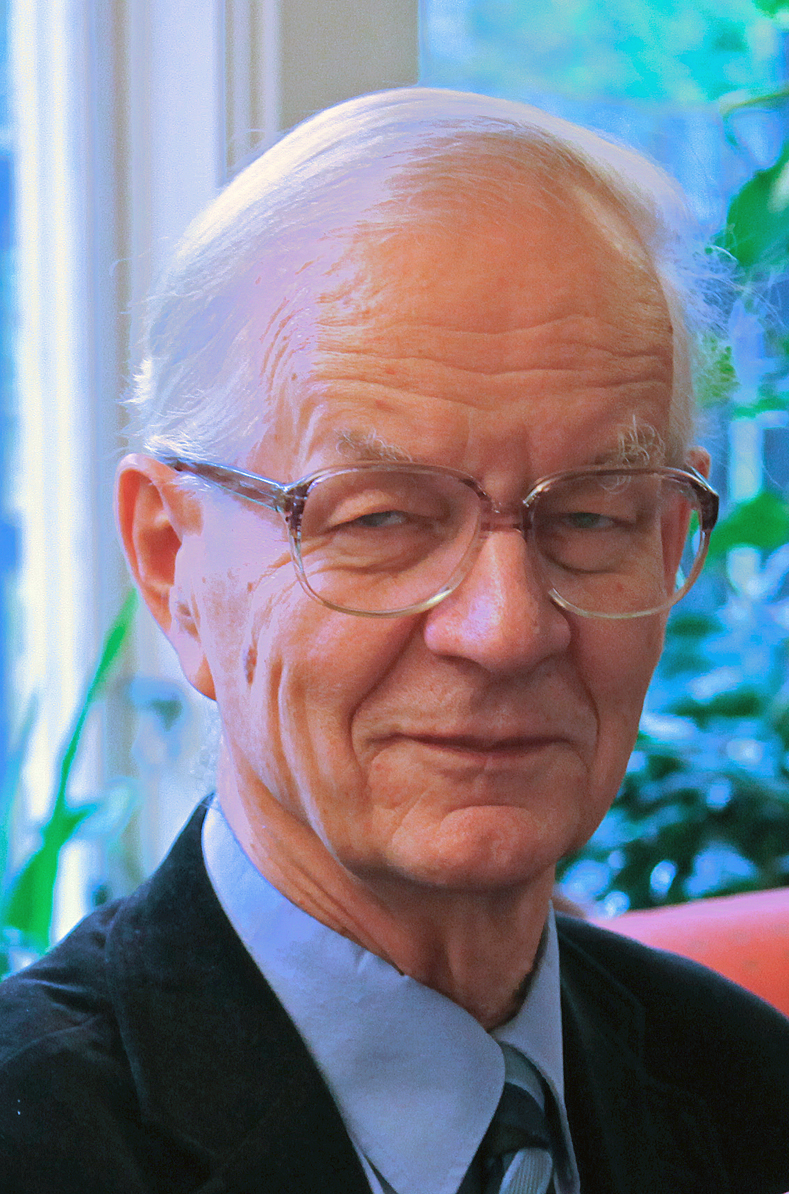
Enn Nõu im September 2011

Enn Nõu (* 2. Oktober 1933 in Tallinn) ist ein estnischer Schriftsteller.

## Leben und Werk
Enn Nõu wurde als Sohn des estnischen Agrarwissenschaftlers Joosep Nõu (1906–1999) geboren. 1944 floh die Familie vor der näherrückenden Roten Armee nach Schweden. Von 1953 bis 1961 studierte Enn Nõu Medizin an der Universität Uppsala. Anschließend war er als Lungenarzt tätig. Ab 1979 war Enn Nõu als promovierter Dozent an der Medizinischen Fakultät der Universität Uppsala. 1957 heiratete er die estnische Exilschriftstellerin Helga Nõu (geb. Raukas, * 1934).
Enn Nõu war einer der führenden Organisatoren der exilestnischen Gemeinde in Schweden. Bekannt wurde er auch als Schriftsteller. In seiner naturalistischen und detailgetreuen Prosa nahm er auch politisch gegen die Sowjetunion und die sowjetische Besetzung Estlands Stellung. Erst später wandte sich Enn Nõu universellen Problemen zu. 1999/2000 war Enn Nõu letzter Vorsitzender des Estnischen Auslandsverbands der Schriftsteller (estnisch Välismaine Eesti Kirjanike Liit) vor dessen Auflösung.

## Werke (Auswahl)
- Pidulik marss (Roman, 1968)
- Vastuvett (Novellensammlung, 1972)
- Lõigatud tiibadega (Roman, 1976)
- Pärandusmaks (Roman, 1976)
- Nelikümmend viis (Roman, 1984)
- Koeratapja (Roman, 1988)
- Presidendi kojutulek (Roman, 1996)
- Mõtusekuke viimane kogupauk (Roman, 2005)
- Vabariigi pojad ja tütred I osa (Roman 2010)
- Vabariigi pojad ja tütred II osa (Roman 2011)
- Vabariigi pojad ja tütred III osa  (Roman 2012)
- Ma armastasin rootslast ehk Sollefteå suvi (Roman 2013)
- Saaremaa eleegia (Roman 2015)
- Poisteraamat (Roman 2016)
- Elu ja aeg (Memoaren 2019)
- Ufa umbsõlm (Roman 2020)
- Tont teab" (Novellenantolgie, Editor, Mitverfasser; 1968)
- Tõotan ustavaks jääda... Eesti Vabariigi valitsus 1940–1992 (Sammlung der Historischen Artikeln und Dokumenten; Editoren Mart Orav und Enn Nõu; Enn Nõu Mitverfasser; 2004)
- Kuusteist Eesti kirja" (Antologie, Mitverfasser, 2018)